# Allocosa palabunda
Espèce
Synonymes
- Lycosa palabunda L. Koch, 1877

Allocosa palabunda est une espèce d'araignées aranéomorphes de la famille des Lycosidae.

## Distribution
Cette espèce se rencontre en Australie et en Nouvelle-Calédonie.

## Description
Le céphalothorax du mâle mesure 9 mm et celui de la femelle 12 mm.

## Éthologie
Elle chasse à l'affût depuis son terrier.

## Publication originale
- Koch, 1877 : Die Arachniden Australiens. Nürnberg, vol. 1, p. 889-968 (texte intégral).